# أوسكار كروغر
أوسكار كروغر هو لاعب كرة قدم كندية كندي، ولد في 24 ديسمبر 1932 في إدمونتون في كندا، وتوفي في 4 يوليو 2010.

## وصلات خارجية
- أوسكار كروغر على موقع JustSportsStats.com (الإنجليزية)